# Colymbetes fuscus
Espèce
Colymbetes fuscus est une espèce d'insectes de l'ordre des coléoptères, de la famille des Dytiscidae, de la sous-famille des Colymbetinae.

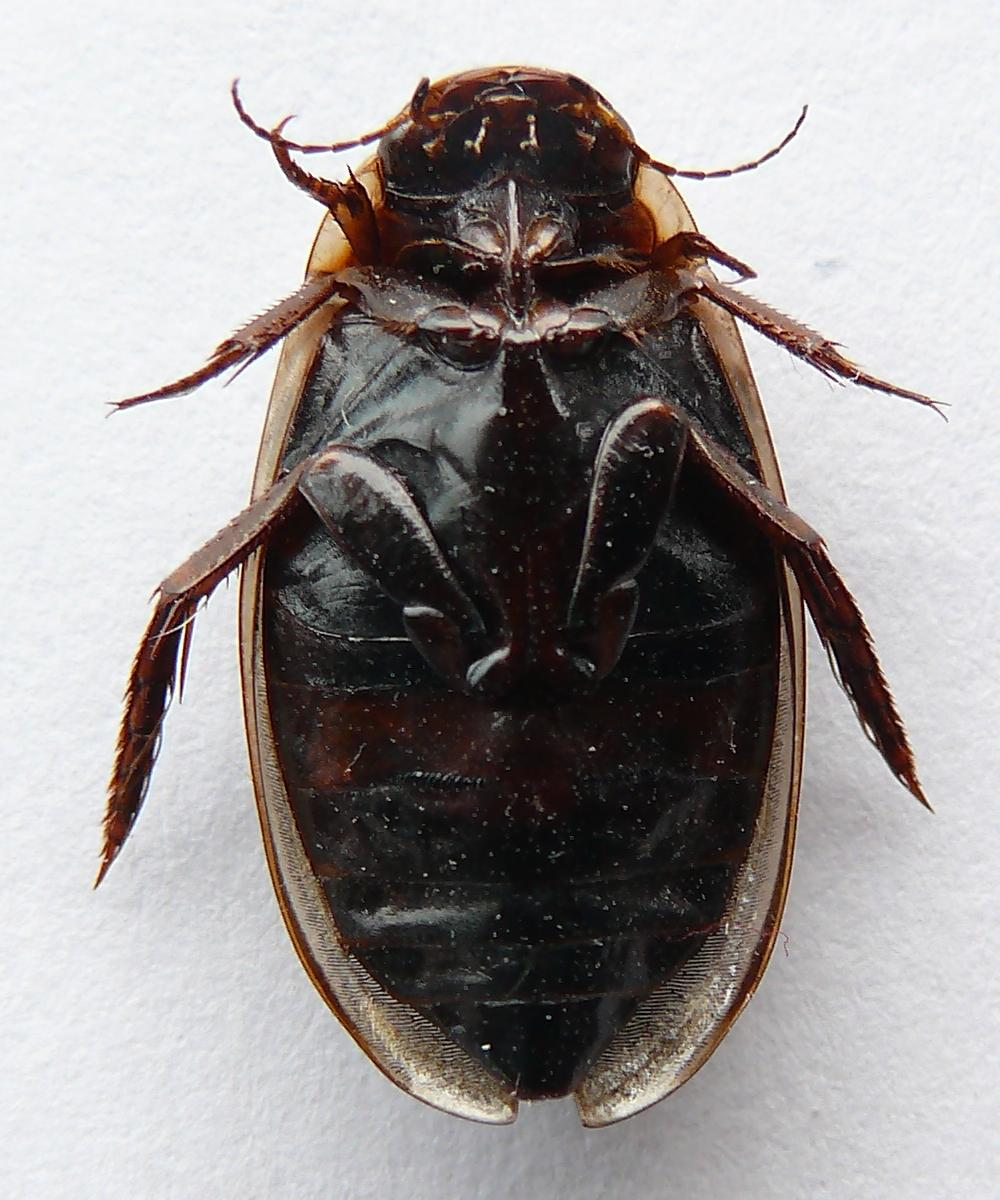
Vue ventrale

## Description
Corps brun foncé long d'environ 17 mm plus étroit que celui des Dytiscus, les élytres et le pronotum bruns et luisants sont bordés d'une marge jaunâtre. Il présente souvent des reflets irisés verts.

## Distribution
Paléarctique : Europe, Asie du Nord-Est (Chine exclue).

## Biologie
Les adultes en principe visibles toute l'année (si les conditions climatiques le permettent) vivent dans les lacs, étangs, mares et même les fossés aux eaux troubles, tous riches en végétaux aquatiques. Grâce à ses pattes postérieures développées faisant office de rames, ce dytique nage rapidement et, en tant que prédateur, peut fondre sur ses proies (têtards, petits poissons, larves, vers...) ; charognard, de petits animaux morts lui conviennent et si une disette locale doit survenir, il peut s'envoler à la recherche de sites aquatiques plus favorables. En cas de capture, il est préférable de se méfier de ses mandibules puissantes, capables d'endommager la peau humaine.